# Trichomachimus excelsus
Trichomachimus excelsus là một loài ruồi trong họ Asilidae. Trichomachimus excelsus được Ricardo miêu tả năm 1922. Loài này phân bố ở miền Ấn Độ - Mã Lai.